# Chic Hecht
Chic Hecht (Cape Girardeau, 1928. november 30. vagy 1928. augusztus 17. – Las Vegas, 2006. május 15.) az Amerikai Egyesült Államok szenátora (Nevada, 1983–1989).